# جویس (لوئیزیانا)
جویس (به انگلیسی: Joyce) شهری در ایالت لوئیزیانا کشور ایالات متحده آمریکا است که جمعیت آن در سرشماری سال ۲۰۱۰ میلادی، ۳۸۴ نفر بوده‌است.